# Wallace Thurman
Wallace Henry Thurman (Salt Lake City, 16 agosto 1902 – New York, 22 dicembre 1934) è stato uno scrittore, saggista, giornalista, drammaturgo, editore e direttore di giornale statunitense appartenente all'Harlem Renaissance. È conosciuto soprattutto per il suo romanzo La mora più nera, sulla discriminazione tra i neri basata sul colore della pelle (colorism).

## Vita

### Infanzia e adolescenza
Il padre abbandonò la famiglia quando Wallace aveva meno di un mese; successivamente sua madre si risposò più volte e tra un matrimonio e l'altro vissero con Emma Jackson, la nonna materna di Thurman, la cui casa era in parte adibita a saloon nel quale erano serviti alcolici senza licenza. Wallace incontrò suo padre solo trent'anni dopo.
L'infanzia di Thurman è segnata da solitudine, instabilità familiare e cattiva salute. Iniziò a frequentare la scuola a sei anni a Boise, in Idaho, ma la sua debole salute lo costrinse a due anni di assenza durante i quali visse a Salt Lake City. Tra il 1910 e il 1914 visse a Chicago, ma finì la scuola secondaria a Omaha, in Nebraska. In quel periodo soffrì di attacchi di cuore. Mentre viveva a Pasadena nell'inverno del 1918, Thurman si ammalò di influenza durante la pandemia di influenza spagnola. Nonostante la sua salute fragile guarì e ritornò a Salt lake City, dove finì la scuola superiore.
In tutto questo Thurman era un lettore vorace. Lesse Platone, Aristotele, William Shakespeare, Havelock Ellis, Gustave Flaubert, Charles Baudelaire e molti altri. Scrisse il suo primo romanzo a dieci anni. Frequentò l'Università dello Utah tra il 1919 e il 1920 come studente pre-medical. Nel 1922 si trasferì all'Università della California del Sud a Los Angeles, ma la abbandonò senza conseguire la laurea. Mentre si trovava a Los Angeles fece amicizia Arna Bontemps e divenne prima reporter e poi opinionista in un giornale afroamericano. Iniziò la pubblicazione della sua prima rivista, Outlet, che voleva essere l'equivalente di The Crisis nella costa ovest.

### Harlem Renaissance
Nel 1925 Thurman si trasferì ad Harlem. In meno di dieci anni fece vari lavori come ghost writer, editore e direttore di giornale. Scrisse romanzi, sceneggiature per il teatro e articoli di giornale. L'anno seguente divenne il direttore di The Messenger, un giornale socialista indirizzato ai neri, nel quale pubblicò per primo le storie per adulti di Langston Hughes. Thurman lasciò il giornale nell'ottobre del 1926 e divenne l'editore di un giornale bianco chiamato World Tomorrow. Il mese seguente collaborò alla pubblicazione della rivista letteraria Fire!!, dedicata ai giovani artisti neri, tra i contributori della quale figuravano Hughes, Zora Neale Hurston, Richard Bruce Nugent, Aaron Douglas e Gwendolyn B. Bennett.
Venne pubblicato un solo numero della rivista. Fire!! sfidava le idee di W.E.B. Du Bois e molti altri borghesi afroamericani che nella loro ricerca di un'equità sociale e integrazione razziale, credevano che l'arte dei neri dovesse servire da propaganda per questi scopi. L'Harlem Renaissance aveva bisogno di dimostrare ai bianchi americani che i neri non erano inferiori.
Ma Thurman e altri dei Niggerati cercavano di mostrare la vita reale degli afroamericani, sia nel bene che nel male. Thurman credeva che gli artisti neri dovessero essere più obiettivi nei loro scritti e non così autocoscienti da tralasciare di far conoscere e celebrare le difficili condizioni della vita degli afroamericani. Come scrissero Singh e Scott, «L'Harlem Renaissance di Thurman è, perciò, convinto e rivoluzionario nel suo impegno verso l'individualità e l'obiettività critica: gli scrittori neri non hanno bisogno di compiacere i gusti estetici della classe media nera, non deve lui o lei scrivere per una facile e condiscendente approvazione dei bianchi».
In questo periodo l'appartamento della pensione al 267 alla West 136th Street ad Harlem in cui viveva Thurman divenne il luogo d'incontro principale degli artisti dell'avanguardia letteraria e visuale afroamericana. Thurman e la Hurston gli diedero il nome di "Niggerati Manor" ("Villa Niggerati"), in riferimento a tutti i letterati neri che la frequentavano. I muri vennero dipinti di rosso e nero, colori che emulavano la copertina di Fire!!, e Richard Bruce Nugent dipinse dei murales di contenuto omoerotico.
Nel 1928 Thurman pubblicò un'altra rivista chiamata Harlem: a Forum of Negro Life, tra i contributori della quale figuravano Alain Locke, Goerge Chuyler e Alice Dunbar Nelson. Vennero pubblicati solo due numeri. In seguito Thurman divenne correttore di bozze per la più grande casa editrice di New York, primo afroamericano di sempre a coprire tale incarico.
Lo stesso, il 22 agosto, sposò Louise Thompson Patterson. Il matrimonio durò sei mesi. La Thompson dichiarò «Non ho mai capito Wallace. Non prendeva niente sul serio. Rideva di tutto. Spesso minacciava di suicidarsi ma sapevi che non l'avrebbe mai fatto. E non ha mai ammesso di essere omosessuale, ma lo era. Mai, mai, non a me in ogni caso».
Thurman morì a trentadue anni di tubercolosi, probabilmente aggravata dalla sua lunga lotta contro l'alcolismo.

## Opere
Secondo Langston Hughes, Thurman fu «... un ragazzo nero curiosamente brillante, che aveva letto tutto e la cui mente critica poteva trovare qualcosa di sbagliato in qualsiasi cosa leggesse». Anche se fu la base per alcuni dei suoi scritti più forti, fin dall'inizio la sua pelle scura fu un problema, suscitando commenti negativi e reazioni da parte di vari americani sia bianchi che neri.
Thurman scrisse uno spettacolo teatrale, Harlem, che debuttò al Broadway theatre nel 1929 e ricevette critiche contrastanti. Lo stesso anno pubblicò il romanzo La mora più nera, che ora è considerato innovativo perché focalizzato sul pregiudizio infrarazziale da parte dei neri di pelle più chiara verso quelli più scuri.
Tre anni dopo Thruman pubblicò Infants of the Spring, una satira dei temi dell'individualismo e dell'Harlem Renaissance. Fu coautore di The Interne, l'ultimo romanzo di A. L. Furman, pubblicato nel 1932.